# Harriet Bosse
Pour les articles homonymes, voir Bosse.
Harriet Sofie Bosse (19 février 1878 – 2 novembre 1961) est une actrice suédo-norvégienne. Elle fut la troisième épouse d’August Strindberg.

## Filmographie
- 1919 : Kameraden de Johannes Guter : Bertha
- 1919 : Les Fils d'Ingmar (Ingmarssönerna) de Victor Sjöström : Brita
- 1920 : La Montre brisée (Karin Ingmarsdotter) de Victor Sjöström : Brita
- 1936 : Bombi Bitt och jag de Gösta Rodin : Franskan
- 1943 : La Femme en noir (Anna Lans) de Rune Carlsten : La Baronne Löwenfeldt
- 1944 : Appassionata d'Olof Molander : Mme Lenander